# Бакарлак
Мідний хребет (до 29 червня 1942 р. Бакурлук, Бакарлак) — хребет в південно-східній Болгарії, крайня північно - східніа гілка хребта Босна в горах Странджа.
Хребет простягається з північного заходу на південний схід на 18-20 км, а його ширина становить 3 - 5 км.  З північного заходу вона починається від мису Чукаля на південному узбережжі Бургаської затоки і закінчується на південному сході в ущелині річки Ропотамо, яка відокремлює її від ізольованого хребта Кітка (Узунджа). На заході долини річок Розенська і Отманлій (що прямують безпосередньо до затоки Бургаса) відокремлюють його від невеликого хребта Розен-Баір. Два хребта з'єднані через низьке сідло біля села Розен.  На сході спускається до берегів Чорного моря.
У його північній частині піднімається найвища точка — гора Бакарлака (376,2 м).  Вона складається з андезитів, туфів, туфобрекчії і плутонічних порід.  У його північній частині знаходиться родовище міді, відоме з давніх часів.  Клімат помірно-континентальний з чорноморським впливом. З хребта починаються  невеликі річки та балки. Переважними ґрунтами є коричні лісові.  Хребет і його схили заростають дубовими, грабовими і липовими лісами.
На східних і західних передгір'ях розташовані 4 села: Атія і Равадиново на сході, Розен і Веселіє на заході.
Через хребет і по частині його підніжжя проходять ділянки дороги 2  Державної дорожньої мережі:
- У північній частині, на відстані 2,5 км і на її південно-східному передгір'ї, протягом 4 км проходить ділянка дороги другого класу № 99 Бургас - Приморсько - Царево - Малко Тирново;
- По всій своїй західній частині подніжжя, уздовж 15 км - ділянка третього класу дороги № 992 Атія - Ясна Поляна - Приморсько.

Південно - східна частина хребта (долина річки Рапотамо) потрапляє в природний заповідник «Рапотамо», в той час як північна частина зайнята лісопарком «Росенець» (Отманлій).
На всіх вершинах пагорба - з півночі на південь (Атія, Бакурлюк, Лободово кале, Мала кале) є залишки фракійських фортець, побудованих з  небіленого каменю. Методичні розкопки були зроблені лише в Малій Кале в період 1973 - 77 років.

## Топографічна карта
- Аркуш карти K-35-68 Мичурин. Масштаб: 1 : 100 000. Стан місцевості на 1980 р. Видання 1986 р. (рос.)
- Аркуш карти K-35-68 Мичурин. Масштаб: 1 : 100 000. Стан місцевості на 1980 р. Видання 1986 р. (рос.)

## Зовнішні посилання
- Бакърлъка – профил в Изпълнителна агенция по околна среда. Архів оригіналу за 27 березня 2019. Процитовано 28 липня 2014.

- Бакарклака - Опис [Архівовано 25 грудня 2007 у Wayback Machine.]
- Bakarlaka - Фоторепортаж [Архівовано 7 серпня 2020 у Wayback Machine.]
- Бакарклака - Звір Бакарклаки [Архівовано 13 лютого 2019 у Wayback Machine.]